# Война Викторио
Война Викторио (англ. Victorio's War) — вооружённый конфликт между Соединёнными Штатами Америки, Мексикой и группой апачей, возглавляемой вождём Викторио.

## Предыстория
С 1870 года по 1880 год правительство США несколько раз перемещало чихенне из одной резервации в другую, несмотря на просьбы Викторио разрешить жить его общине на традиционной территории. Первая резервация чихенне, Охо-Кальенте, была расположена на их родных землях, и Викторио, вместе со своей общиной, находился в мирных отношениях с белыми людьми.
20 апреля 1877 года американские власти решили переместить чихенне в резервацию Сан-Карлос, Аризона. Общину Викторио поместили в плохие условия, земля оказалась непригодна для сельского хозяйства. Вождь, вместе со своими сторонниками, оставил резервацию, чтобы вернуться на свои старые земли в Охо-Кальенте. В 1878 году правительство США отдало приказ Викторио возвратиться в Сан-Карлос, и Викторио с группой из 80 воинов после этого бежал в горы. Тем не менее, вскоре он согласился на новые переговоры, по итогам которых апачам было разрешено поселиться вблизи форта Тулароса, в Нью-Мексико. Позже, в 1879 году, Викторио были предъявлены обвинения в краже им и его людьми лошадей, но он, прежде чем его пришли арестовывать, бежал из резервации и начал войну.

## Ход войны

### Сражение в Охо-Кальенте
После побега из резервации, Викторио и его последователи — всего около 200 человек, направились к родным землям. В Охо-Кальенте их обнаружили солдаты 9-го кавалерийского полка. В возникшей перестрелке воины Викторио убили пятерых американских солдат. По некоторым другим источникам, апачи убили восемь солдат и трёх гражданских. Пятерыми солдатами, которые умерли в тот день были сержант Сайлас Чепмен и рядовые Лафайерр Хоук, Уильям Мёрфи, Сайлас Грэддон и Элврью Персивал. Викторио также захватил около 68 лошадей и мулов.
После того, как апачи убили девятерых белых поселенцев, на их поиски были направлены тысяча солдат армии США и сотни апачских и навахских скаутов. Также на территории Нью-Мексико и Аризоны для поимки апачей Викторио были созданы отряды добровольцев.

### Сражение в каньоне Лас-Анимас
После ряда боёв в Охо-Кальенте, группа Викторио отправилась на юг. Во время следования вдоль реки Анимас апачи столкнулись с отрядом милиции, состоявшим из местных шахтёров. В последующем бою десять белых было убито. Затем люди Викторио двинулись дальше, в район каньона Лас-Анимас.
18 сентября 1879 года мятежных апачей обнаружили две роты кавалерии под командованием капитана Байрона Доусона. Около 75 американских военных спустились в каньон, когда апачи открыли по ним огонь. Воины Викторио, которых насчитывалось примерно 60 человек, заняли хорошие позиции на скалах. Апачи обстреливали американцев из ружей и луков. Вскоре ещё две группы кавалеристов проследовали к месту сражения. Чихенне на время прекратили огонь, но затем возобновили стрельбу по американцам.
Сражение длилось почти сутки, кавалеристы вынуждены были отступить. По крайней мере солдаты Доусона потеряли пятерых убитыми и несколько ранеными, были потери и среди скаутов-навахо, которые выслеживали группу Викторио. Среди людей Викторио практически никто не пострадал.

## Смерть Викторио
14 октября 1880 года отряд Викторио был окружён вблизи Трес-Кастильос, в восточной части штата Чиуауа, мексиканскими ополченцами под предводительством полковника Хоакина Террасаса. Напав на спящих людей, мексиканцы учинили резню.
Немногочисленные воины Викторио быстро истратили небольшое количество боеприпасов, имевшихся у них, и были застрелены, также как многие женщины и дети. Из 78 убитых индейцев, 53 не были воинами. 68 женщин и детей были захвачены в плен. Убийство вождя приписали Маурисио Корредору, капитану индейцев тараумара, также участвовавших в атаке на лагерь Викторио.
После бойни, отряд Террасаса триумфально вернулся в город Чиуауа. Войско полковника несло 78 скальпов во время праздничного шествия по городу. Корредор был награждён парадным костюмом. Эта кампания стоила штату Чиуауа около 50 000 долларов США.

## Окончание войны
Среди немногих апачей, которые выжили после резни в Трес-Кастильос, был вождь Нана. Он собрал тех немногих, кто избежал смерти. Они похоронили убитых и на следующий день отправились на север, в горы Сьерра-Мадре. По пути на север апачи убили девятерых мексиканских ополченцев.
В июле 1881 года Нана совершил набег на территорию США. Небольшое количество апачских воинов сумело посеять панику среди белого населения Аризоны и Нью-Мексико. Отряд пересёк Рио-Гранде и направился на север. Его первыми жертвами стали ковбои, пасшие скот на юго-западе Техаса. Затем люди Наны отправились в горы Сакраменто, где к ним присоединилась небольшая часть мескалеро и общая численность воинов достигла 40 человек. За шесть недель отряд Наны преодолел более 1000 миль и участвовал в 12 боях, и ни разу не потерпел поражения. Апачи угнали около 200 лошадей и мулов, убили 50 американцев и множество ранили. Их преследовали 1000 солдат армии США и несколько сотен добровольцев. Закончив свой набег, отряд вернулся в Мексику.
Лишь после того, как Нана попал в плен, война завершилась.